# Tahajjud Cinta
Tahajjud Cinta는 말레이시아의 팝 가수 시티 누르할리자의 열다섯 째 정규 앨범이자, 첫 번째 이슬람 앨범이다. 2009년 9월 9일 시티 누르할리자 프로덕션을 통해 발매되었다.

## 개요
이 앨범은 시티 누르할리자가 처음으로 낸 이슬람 음악 앨범이다. 기존 앨범에는 최소 한두곡 정도의 신나는 노래들이 수록됐는데 반해, 이 앨범은 전체적으로 어둡고 슬픈 느낌을 띈다.
4번 트랙 <Batasku Asaku>, 5번 트랙 <Ku Percaya Ada Cinta>, 7번 트랙 <Ketika Cinta>는 싱글로 먼저 발매되었으며, 그 중 <Batasku Asaku>와 <Ketika Cinta>는 2008년 이미 싱글로 발매되었으며, 인도네시아 영화 <Perempuan Berkalung Sorban>의 OST로 삽입되었다. <Batasku Asaku>는 2006년 앨범 <Transkripsi>의 수록곡 <Hati Berbisik>과 <Intrig Cinta> 다음으로 시티의 세 번째 자작곡이다. 2번 트랙 <Pintu Rindu>와 3번 트랙 <Tahajjud Cinta>에는 1997년 앨범 <Cindai>의 수록곡 <Cindai>에 참여한 하이룰 안와르 하룬이 참여했다. 8번 트랙 <Selawat>은 누가 만들었는지 알 수 없다.
앨범의 수록곡들 가사는 말레이어 외에 아랍어로 구성되어 있으며, 특히 1번 트랙 <Asma Ul Husna>와 8번 트랙 <Selawat>은 순수 아랍어로만 되어 있다. 이번에 시티는 E6에 달하는 매우 높은 가성을 선보였다. 이번 앨범은 총 8곡만을 수록하고 있으며, 이는 다른 앨범들에 수록된 10곡 ~ 13곡에 비해 적은 수치이다. 또한 1만 장만의 판매량을 기록하여, 시티의 역대 앨범 판매량 중 가장 적은 판매량을 기록했다.

## 수록곡
- <Asma Ul Husna>
- <Pintu Rindu>
- <Tahajjud Cinta>
- <Batasku Asaku>
- <Ku Percaya Ada Cinta>
- <Ya Rasullulah>
- <Ketika Cinta>
- <Selawat>

## 개요
- 4번 트랙 <Batasku Asaku>, 5번 트랙 <Ku Percaya Ada Cinta>, 7번 트랙 <Ketika Cinta>는 싱글로 발매되었다.
- 1번 트랙 <Asma Ul Husna>와 8번 트랙 <Selawat>은 순수 아랍어로만 되어 있다.